# Tom (football, 1985)
Pour les articles homonymes, voir Tom.
Wellington Brito da Silva, dit Wellington, ou simplement Tom, né le 23 juillet 1985 à Arujá, est un footballeur brésilien évoluant au poste de milieu de terrain.

## Biographie
Tom joue au Brésil, en Bulgarie et en Turquie.
Il dispute notamment 122 matchs en première division bulgare, inscrivant 15 buts, et 40 matchs en première division turque, marquant deux buts.
Au sein des compétitions européennes, il joue huit matchs en Ligue des champions (deux buts), et 14 en Ligue Europa.
Son palmarès est principalement constitué de deux titres de champion de Bulgarie, et deux Coupes de Bulgarie.

## Palmarès
- Champion de Bulgarie en 2010 et 2011 avec le Litex Lovech
- Vainqueur de la Coupe de Bulgarie en 2008 et 2009 avec le Litex Lovech
- Finaliste de la Coupe de Bulgarie en 2007 avec le Litex Lovech
- Vainqueur de la Supercoupe de Bulgarie en 2010 avec le Litex Lovech
- Finaliste de la Supercoupe de Bulgarie en 2008 et 2011 avec le Litex Lovech
- Champion de Turquie de D2 en 2014 avec l'Istanbul BB